# كارمين لومباردو
كارمين لومباردو هو ملحن ومغني كندي، ولد في 16 يوليو 1903 في لندن في كندا، وتوفي في 17 أبريل 1971 في ميامي في الولايات المتحدة بسبب سرطان.

## وصلات خارجية
- كارمين لومباردو على موقع IMDb (الإنجليزية)
- كارمين لومباردو على موقع ميوزك برينز (الإنجليزية)
- كارمين لومباردو على موقع أول ميوزيك (الإنجليزية)
- كارمين لومباردو على موقع ديسكوغز (الإنجليزية)
- كارمين لومباردو على موقع قاعدة بيانات الفيلم (الإنجليزية)